# 世尊寺跡

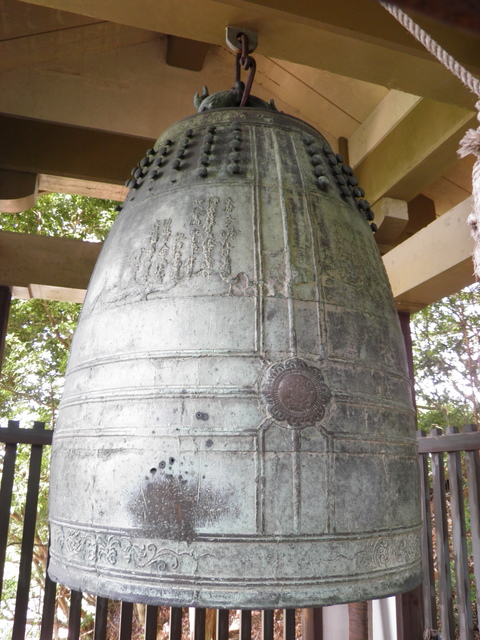
吉野三郎（西側から撮る）

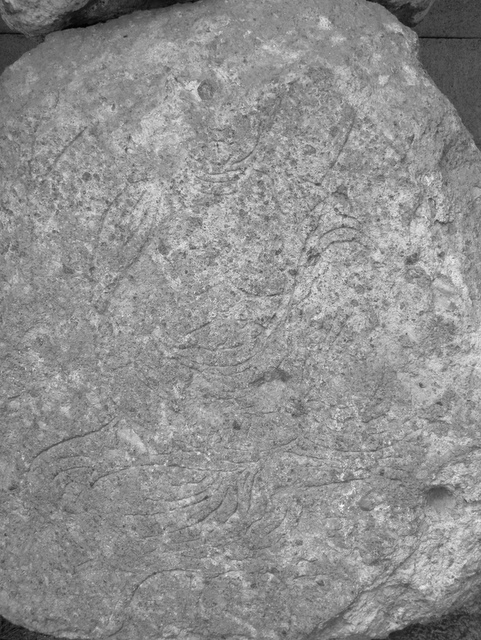
人丸塚。陰刻された仏像が僅かに見える

世尊寺跡（せそんじあと）は、かつて奈良県吉野町吉野山子守に存在した寺院の跡。寺院は吉野水分神社の北に位置し、現在の花矢倉展望台付近にあったとされる。
世尊寺は吉野山金峯山寺の塔頭で、釈迦如来を本尊とし、山号を鷲尾山と号した。寺跡には僅かに梵鐘（重要文化財）と人丸塚と呼ばれる石造物が残る。和州芳野山勝景図によれば、境内には「子守塔」と呼ばれる宝塔があったようである。明治の神仏分離により荒廃して廃寺となったが、本尊の釈迦如来立像は、金峯山寺の蔵王堂に安置され、本尊の脇侍であった阿難、迦葉尊者像は同寺の観音堂に安置されている。また、世尊寺旧蔵の天照大神像、戎神像は大阪今宮戎神社、童形神坐像（伝・聖徳太子像）は吉野山内の竹林院に保管されている。以上の仏像・神像はいずれも鎌倉時代の作である。

## 梵鐘
世尊寺跡に残る梵鐘は「吉野三郎」と通称される。永暦元年（1160年）の鋳造。鐘身の高さ160cm、竜頭を含む総高207cm、口径123cmの大型鐘である。鐘身は上部の径が小さく、裾広がりの形態を呈する。上帯と下帯には唐草文を鋳出する。池の間には陽鋳と陰刻による銘があり、その内容は永暦元年（1160年）の鋳造時の銘、保延6年（1140年）に鋳造された旧鐘の銘の写し、及び寛元2年（1244年）に竜頭を修理した際の銘（陰刻）に分かれる。銘文によれば、保延6年（1140年）に平忠盛が熟銅を施入し鋳造させたものであったが、鐘声が小さいことから、20年後の永暦元年（1160年）に改鋳したものである。さらに、寛元3年（1245年）に竜頭部分の鋳継ぎをしている。制作年代の明らかな平安時代末期の梵鐘として稀有のものであり、重要文化財に指定されている（世尊寺は廃寺となっているため、所有者は本山の金峯山寺となっている。1959年（昭和34年）6月27日に指定）。現在はコンクリート製の鐘楼に収められている。
本鐘は俗に「奈良太郎」（奈良・東大寺の鐘）、高野二郎（高野山金剛峯寺大塔の鐘）と併せ、「吉野三郎」と称される（唐から日本へ運ぶ途中に海に沈んだという巨鐘を「海に太郎」と呼び、「海に太郎、奈良次郎、吉野三郎、高野四郎」と称する場合もある）。

## 人丸塚
案内板によれば、正体不明の仏像石で、かつてあった五輪塔か何かの一部だろうと考えられている。人丸塚の名称の由来も不明で、この石に願をかけると子供に恵まれるので「人生まる塚（ひとうまるつか）」とか、火を防ぐ呪力を秘めているので「火止まる塚（ひとまるつか）」とも伝えられている。

## アクセス
近鉄吉野線吉野駅下車。吉野ロープウェイに乗り換えて吉野山駅から徒歩約1時間30分。
花矢倉より南、吉野展望台の南側にある小高い丘の中腹に「梵鐘」、山頂に「人丸塚」がある。（吉野展望台の入口に案内板が設置されている）
位置：北緯34度21分19.8秒 東経135度52分19.4秒 / 北緯34.355500度 東経135.872056度